# Dionysos-Dithyramben

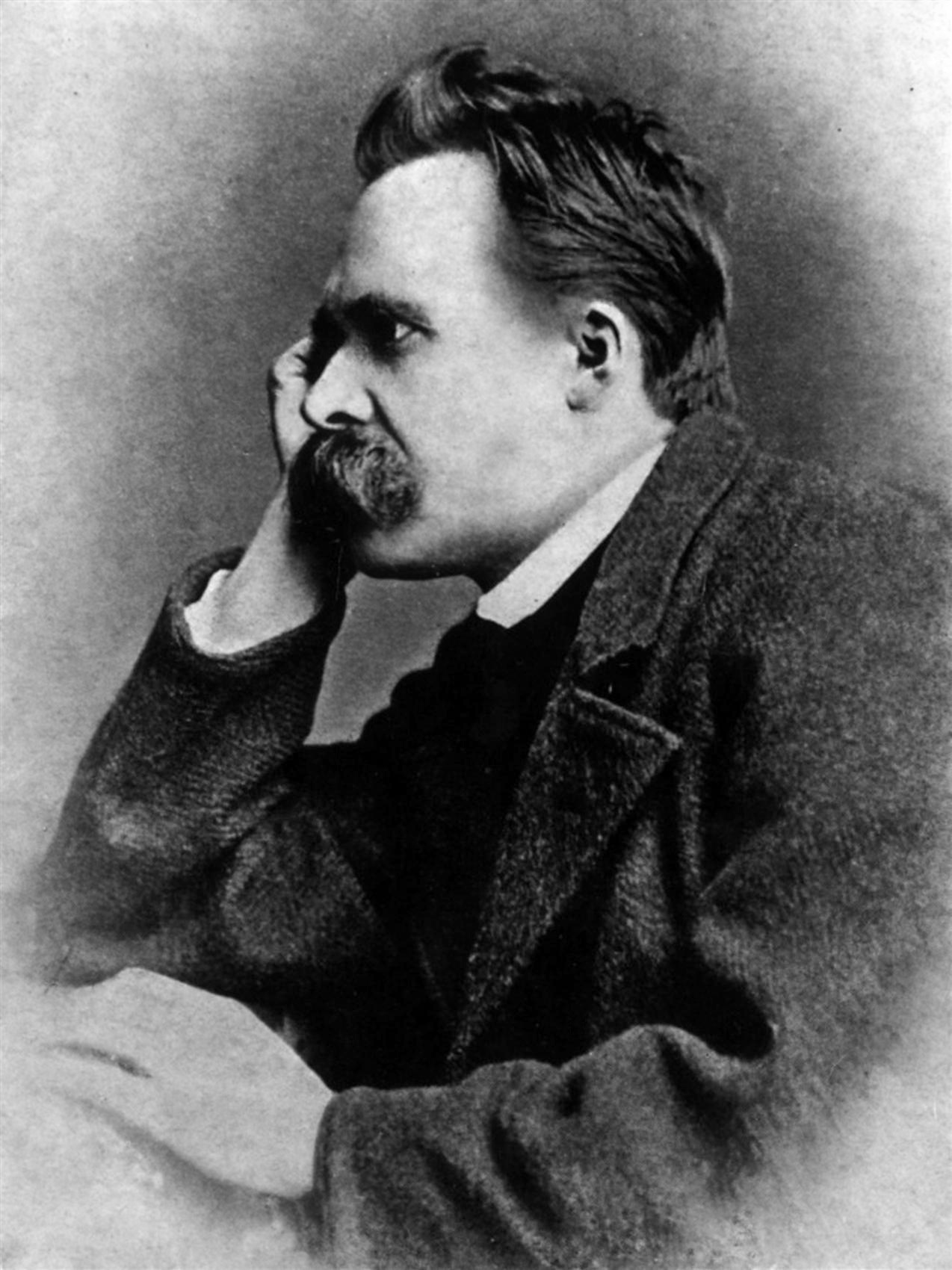
Friedrich Nietzsche, 1882 (Photographie von Gustav Adolf Schultze)

Die Dionysos-Dithyramben sind ein Gedichtzyklus von Friedrich Nietzsche und sein letztes von ihm zum Druck bestimmtes Werk. Die 1889 vollendete Sammlung erschien 1891 als Anhang des vierten Teils seiner philosophischen Dichtung Also sprach Zarathustra.
Mit dem erst später für die Sammlung gefundenen, nur scheinbar tautologischen Titel bezieht sich Nietzsche auf den Gott der Lebensbejahung und ewigen Wiederkunft Dionysos, der sich in diesen Liedern selbst feiert.
Der Zyklus umfasst neun Dithyramben in freien Rhythmen, von denen drei bereits 1885 in der ersten Ausgabe des Zarathustra erschienen waren und für die Sammlung neu überarbeitet wurden.

## Entstehung
Im Sommer 1888 bereitete Nietzsche den Zyklus vor und griff dabei auch auf ältere Fragmente zurück, die bereits 1881 entstanden waren.
Zunächst stellte er einige noch unveröffentlichte Fragmente zusammen und nutzte dieses Material, um fünf Gedichte zu verfassen, die zusammen mit dem bereits 1883 geschriebenen Werk Letzter Wille die sechs Lieder Zarathustras bildeten, die er in einer Vorstufe des Prologs zu Ecce homo anführte. Die anderen drei Lieder entnahm er dem letzten Teil seines Zarathustra und bearbeitete sie.

## Hintergrund

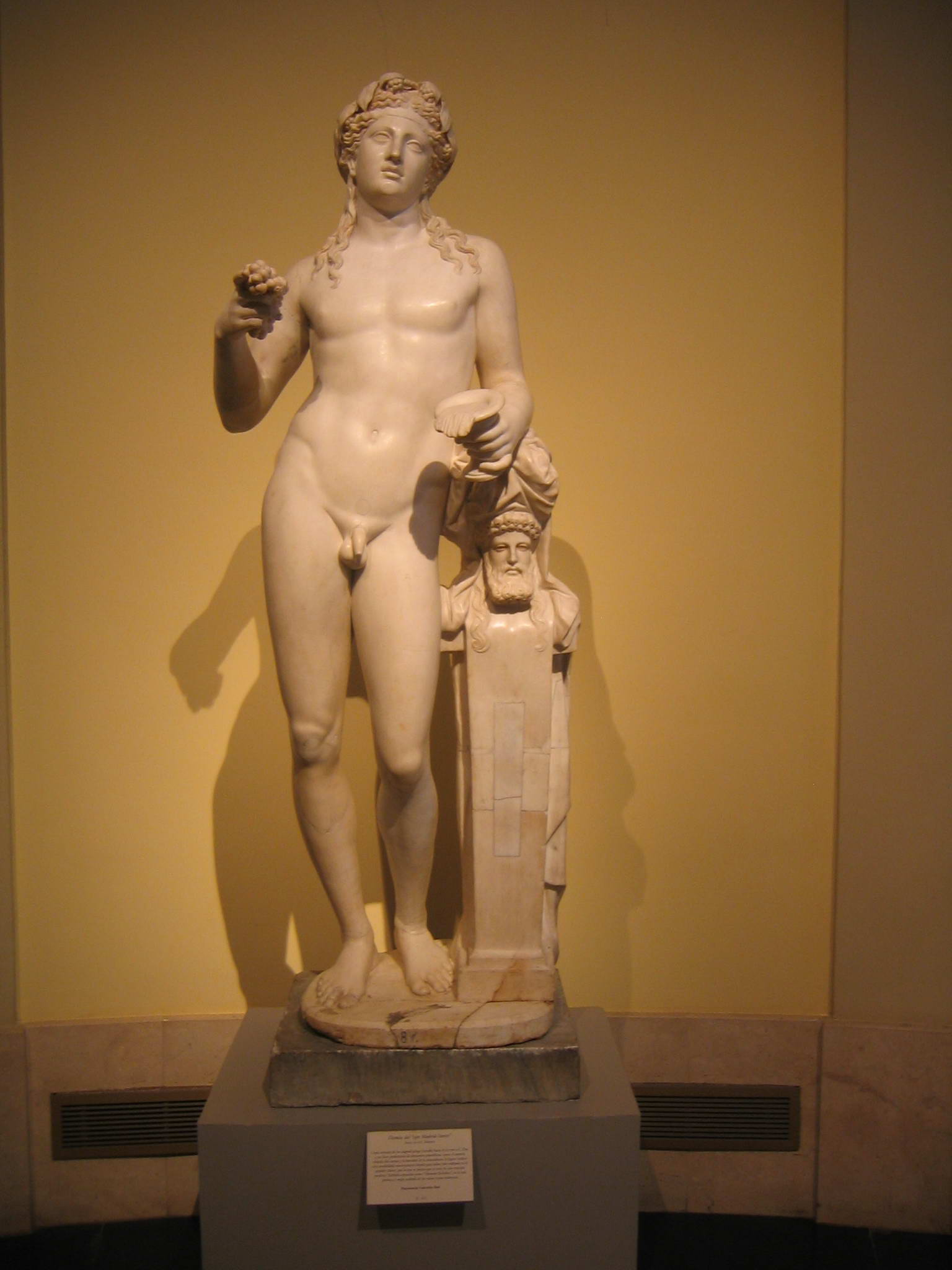
Statue des Dionysos

Gedichte Nietzsches finden sich in allen wesentlichen Perioden seines Lebens und markieren den Beginn und das Ende seiner Werkgeschichte. Seine ersten literarischen Versuche als Zehnjähriger sind Gedichte, sein letztes Werk ein Gedichtzyklus. Viele seiner Verse, die heute seinen Ruhm als Lyriker begründen, gab er nicht zum Druck frei, sodass sie erst später und häufig mit gewissen Änderungen veröffentlicht wurden.
Von den 1882 veröffentlichten Idyllen aus Messina abgesehen, hat Nietzsche lediglich aus architektonischen Gründen Gedichte veröffentlicht, um innerhalb seiner Prosawerke das Artistisch-Leichte zu betonen oder eine Spannung zu mindern.
In der griechischen Antike war der Dithyrambos ein stürmisch-begeisterter, zunächst strophisch geordneter, dann freirhythmischer Lobgesang auf den Weingott Dionysos, dessen Beiname Dithyrambos war, ein Kultlied, das vom Chor zu Flötenmusik gesungen und zu dem getanzt wurde.
Die Ursprünge des Dithyrambos werden in Kleinasien vermutet. Nachdem sich diese Form zur allgemein hochgestimmten Preisdichtung für andere Helden und Gottheiten entwickelt hatte, war es allgemein ein in rauschhafter Ekstase vorgetragenes Gedicht, dessen gesteigerter Tonfall den der Hymne übertraf.
Gegenüber diesem antiken Vorbild vermeiden die Gedichte Nietzsches die exaltierte Stillage und weisen ein deklamatorisches, bisweilen angestrengtes Pathos auf. Lediglich in der später umgearbeiteten Fassung der Klage der Ariadne ist ein Bezug auf Dionysos sichtbar.
In einer später gestrichenen Notiz charakterisierte Nietzsche die Texte als Lieder Zarathustras, die er sich selbst zusang, um seine Einsamkeit zu ertragen.
Die einzelnen Rollengesänge sind mehr als bebilderte abstrakte Gedanken. Im Zusammenhang mit Nietzsches Zarathustra kann der Zyklus als Teil einer philosophischen Umorientierung verstanden werden, in der sich seine Ausdrucksweise sowie die expressive Zeichenhaftigkeit seiner Sprache verstärkten. Metaphorische Ausdrücke wie „Lammsmilch-Wohlwollen“ oder „Katzen-Mutwille“, die sich in seiner Prosa und besonders dem Zarathustra häufen, finden sich in den Dithyramben wieder.

## Bedeutung und Rezeption
Mit Nietzsches Namen ist auch seine Lyrik verbunden. Gelegentlich erwog er, einen eigenständigen Gedichtband herauszugeben, einen Plan, den er, bis auf die Dithyramben, nicht umsetzte.
Nietzsche gilt als Meister des Stils, – sein Stil machte Epoche. Er erscheint als Lehrmeister der Deutschen, Hofmannsthal, in seiner berüchtigten Schrifttumsrede, sprach von ihm als dem „geistigen Gewissen der Nation“. Seine Prosa selbst ist brillant, virtuos-spielerisch, an zahlreichen Stellen gleitet sie ins Lyrische ab, ist lyrisch fundiert.
Die große Bedeutung seines Werkes wird allerdings nicht von der Lyrik bestimmt. Das dichterische Werk spielt eine komplementäre Nebenrolle.

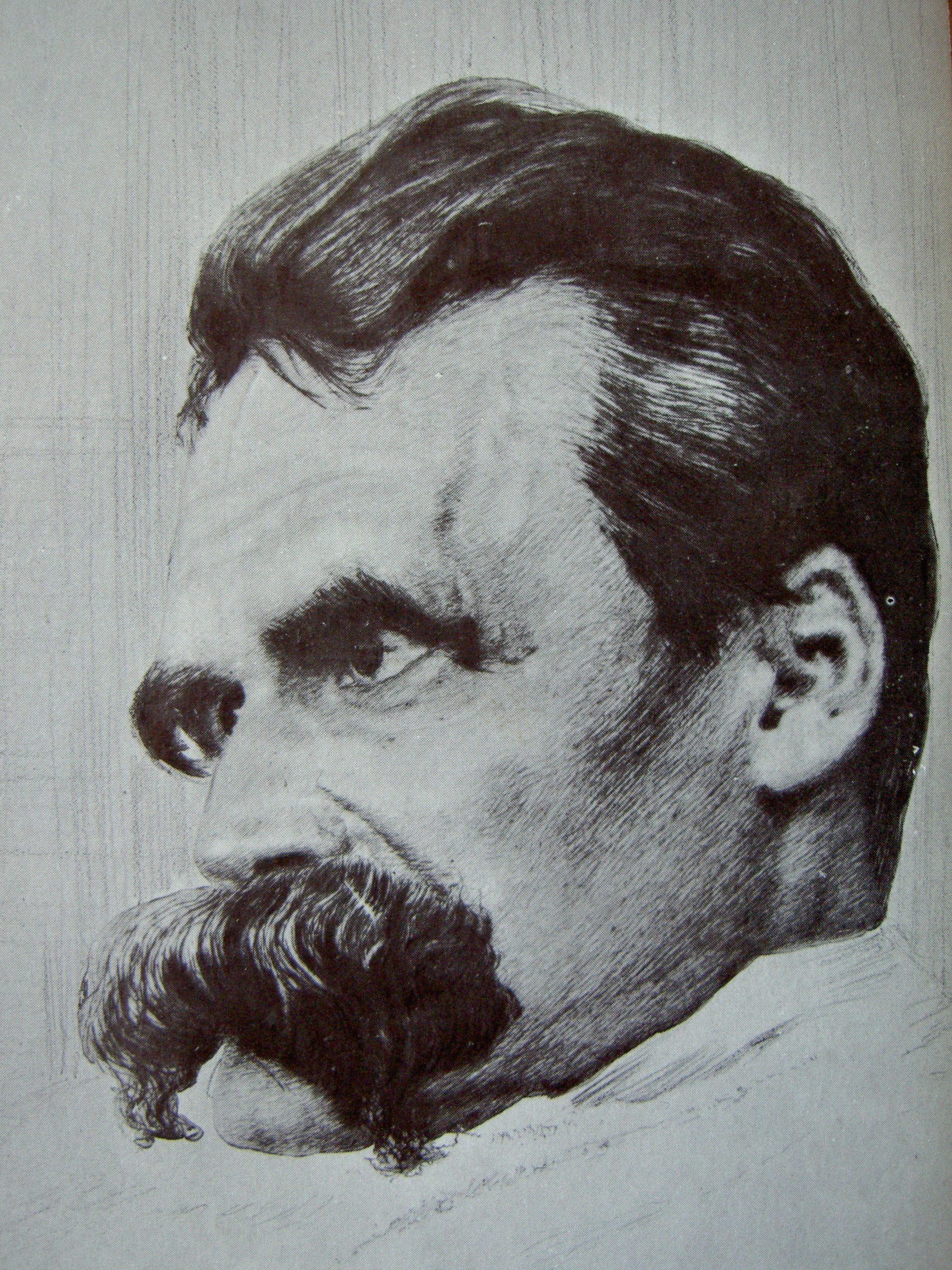
„Der kranke Nietzsche“, Radierung von Hans Olde nach der gleichnamigen Fotoserie, 1899

Die Dithyramben markieren den Übergang in die dunkle Sphäre der Krankheit, des „Wahnsinns“. Während er noch am Manuskript arbeitete, verschickte er bereits seine Wahnsinnszettel. Vor diesem Hintergrund erhellt, dass er die Dithyramben nicht mehr in den Tagen seines wachen Lebens verfasste, sondern sie sammelte und einige Veränderungen vornahm. Man sollte dieses letzte Werk somit nicht als lyrische Verklärung betrachten und die Nähe zum Ecce homo sehen, ein Werk, das mit seinem oft überreizten Tonfall und der hochfahrenden Betrachtung der eigenen Person bereits von pathologischen Aspekten gekennzeichnet ist.
Nach der Einschätzung Erich Friedrich Podachs schrieb Nietzsche hier keine Dithyramben im echten und von ihm prätendierten Sinne. Die eigentlichen Dithyramben, Eingebungen des orgiastisch erregten Sängers, habe man „bei wilden Gelagen zu Ehren des Dionysos“ vorgetragen, während Nietzsche mit der „Nüchternheit des großen Artisten … an einzelnen Versteilen und Zeilen seiner zarathustrisch-dionysischen Lieder“ arbeitete, „bis er die gewünschte Prägnanz erreicht hatte...“
Für Giorgio Colli ist der Dichter Nietzsche kein anderer als der Philosoph. Zwar erschwere die fehlende Begrifflichkeit seiner Lyrik ihr Verständnis; wer die hell aufleuchtende Heftigkeit und die intuitiven Momente schätze, könne sich indes auch an dieses Werk wagen. Die Bilder seiner Lyrik und die vielen bitteren, ironischen, quälenden und traumhaften Elemente würden ein eindrucksvolles Material liefern.
Allerdings ermangele es den Gedichten Nietzsches an „ausreichender Festlegung nach Form und Inhalt“, der nach „allen Seiten hin wie ausgefranst“ wirke. Was die formale Meisterschaft betreffe, gewinne man den Eindruck, Nietzsche habe nicht sein ganzes Können eingesetzt. In dem improvisierten Material entdecke man nicht – wie sonst bei Nietzsche – „das große Ringen um Abstraktion.“

### Ausgaben
- Erstausgabe: Also sprach Zarathustra. Ein Buch für alle und keinen. Vierter und letzter Theil. Hg. von Peter Gast. C. G. Naumann, Leipzig 1891.
- Sämtliche Werke. Kritische Studienausgabe in 15 Bänden. KSA. Band 6: Der Fall Wagner. Götzen-Dämmerung. Der Antichrist. Ecce homo. Dionysos-Dithyramben. Nietzsche contra Wagner. Herausgegeben von Giorgio Colli und Mazzino Montinari. 10. Auflage. Deutscher Taschenbuch-Verlag, München u. a. 2011, ISBN 978-3-423-30156-5, S. 377–410.
- Wolfram Groddeck (Hrsg.): Friedrich Nietzsche „Dionysos-Dithyramben“. Band 1: Textgenetische Edition der Vorstufen und Reinschriften. (= Monographien und Texte zur Nietzsche-Forschung. Bd. 23, 1). Walter de Gruyter, Berlin, u. a. 1991, ISBN 3-11-012195-6.

### Sekundärliteratur
- Wolfram Groddeck: Friedrich Nietzsche „Dionysos-Dithyramben“. Band 2: Die „Dionysos-Dithyramben“: Bedeutung und Entstehung von Nietzsches letztem Werk (= Monographien und Texte zur Nietzsche-Forschung. Bd. 23, 2). Walter de Gruyter, Berlin, u. a. 1991, ISBN 3-11-012195-6.
- Michael Skowron: Dionysische Perspektiven. Eine philosophische Interpretation der Dionysos-Dithyramben, in: Nietzsche-Studien 36 (2007), S. 296–315.
- Andreas Urs Sommer: Kommentar zu Nietzsches Der Antichrist. Ecce homo. Dionysos-Dithyramben. Nietzsche contra Wagner (= Heidelberger Akademie der Wissenschaften (Hg.): Historischer und kritischer Kommentar zu Friedrich Nietzsches Werken, Bd. 6/2), Berlin / Boston: Walter de Gruyter 2013. (ISBN 978-3-11-029277-0) (umfassender Standardkommentar mit lyrikgeschichtlicher Einordnung).
- Rüdiger Ziemann: Die Gedichte. In: Henning Ottmann (Hrsg.): Nietzsche-Handbuch. Leben, Werk, Wirkung. Metzler, Stuttgart u. a. 2000, ISBN 3-476-01330-8, S. 150–156.